# PSIS 스마랑
PSIS 스마랑(인도네시아어: Persatuan Sepakbola Indonesia Semarang)는 중앙자와주 스마랑를 연고로 하는 인도네시아의 축구단이다. 현재 리가 1에 참가하고 있다.

## 선수 명단

### 현역
- 에반 디마스(2023 ~ )
- 파울루 도밍구스 갈리 다 코스타 프레이타스(2023 ~ )

## 역대 감독
| 감독            | 임기   |
| --------------- | ------ |
| 길버트 아지우스 | 2023 ~ |